# 安图县
安图县（中国朝鲜语：／ Ando hyŏn */?），中国吉林省延边朝鲜族自治州西南部的一个县，位于延边朝鲜族自治州西南部，总面积7438平方公里。縣人民政府駐龍安路42號。
安图有“长白山第一县”之称:80，是中国“国家级生态示范区”和“全省首批农村小康环保行动计划试点单位”:84，2003年12月被吉林省命名为“长白山大型天然矿泉水基地” :81，2006年7月被中国养蜂学会评审团评为“中国蜜蜂之乡”:84。安图也是中国“绿色中药材出口基地”。中国农业科学院左家特产研究所在安图实施的“中特北药科技有限责任公司中药材GAP基地”项目是中国8个国家级中药材基地项目之一。安图福满生态经济沟是联合国有机食品联合会认证的“国际有机食品基地”，被中国旅游总局确定为国家级农业旅游示范点。安图县内已探明的黄金储量为28吨，是中国年产黄金万两县之一:81。

## 历史
清宣统元年十月二十四日（1909年12月6日）东三省总督锡良奏请，于图们江上源，自红旗河以西，北循省界，南至石乙水，中抱布尔瑚里至长白山，添设县治；十二月初六日（1910年1月16日）获准，命名安图，意为安定图们江界，保国安民。

## 人口
截至2020年11月，安圖縣總人口為12.41萬人，與2010年第六次全國人口普查相比減少5.42萬人，下降30.40%，年均下降3.56%。全縣共有家庭户5.71萬户，集體户1183户，家庭户人口為11.97萬人，集體户人口為4471 人。全縣人口中，男性人口為6.34萬人，佔51.07%；女性人口為6.07萬人，佔48.93%。全縣人口中，漢族人口為9.44萬人，佔76.08%；朝鮮族人口為2.59萬人，佔20.89%；其他民族人口為3764人，佔3.03%。
全縣总人口214719人，其中朝鲜族占20.6%:79-80。

## 地理
安图地处长白山北麓，境内群山起伏，沟壑纵横，长白山脉由南向北延伸，使全县地势呈现南高北低、东高西低、南北长东西窄的特点。
长白山天池是松花江、图们江、鸭绿江三江之源，全县共有大小河流88条，河流总长1800多公里，年径流量40多亿立方米。
安图属大陆性季风气候，由南向北气温逐步升高，降水逐步减少。横旦中北部的荒沟岭为县内自然地理分界线，它将安图明显地分成两个气候区，年平均气温南部为2.2°，北部为3.6°；无霜期南部为95—110天，北部为120—130天；年平均降水量南部为669.7毫米，北部为594.7毫米。

## 行政区划
安图县下辖3个街道办事处、7个镇、2个乡：
长兴街道、瓮声街道、九龙街道、明月镇、松江镇、二道白河镇、两江镇、海沟金矿社区、石门镇、万宝镇、亮兵镇、长白山保护开发区池北区特殊乡镇、新合乡、永庆乡、白河林业局、安图森林经营局和安图县林业局。
- 街道：瓮声街道（옹성가도）、九龙街道（구룡가도）、长兴街道（장흥가도）
- 镇：明月镇（명월진）、松江镇（송강진）、二道白河镇（이도백하진）、两江镇（량강진）、石门镇（석문진）、万宝镇（만보진）、亮兵镇（량병진）。
- 乡：新合乡（신합향）、永庆乡（영경향）。

## 交通
- 302国道过境。
- 长珲城际铁路：安图西站

## 资源
森林资源：长白山的原始森林大部分集中在安图境内，全县森林覆盖率达85.1%，活立木总蓄积量9 800万立方米，是我国重要木材生产基地之一。
野生动植物资源：在茂密的森林中，生长着各类野生植物资源2 300多种，其中山参、灵芝、贝母、黄芪、木通、五味子、天麻、瑞香、杜香、细辛、草苁蓉等名贵药用植物800余种，松茸、蕨菜、薇菜、刺嫩芽、木耳、越桔、元磨、猴头、桔梗等山珍食用植物160余种；同时还栖息着东北虎、金钱豹、黑熊、水獭、紫貂、梅花鹿等野生动物550余种。
矿产资源：已探明储量的金、钼、浮石、地热、大理石、矿泉水等各类矿藏多达66种。特别是县境内已发现的52眼长白山优质天然矿泉，总日流量达15.27万立方米，水质好，与法国阿尔卑斯山矿泉、俄罗斯阿尔迈山矿泉并称为全球3大矿泉水系。

## 旅游
安图县境内的长白山天池、瀑布、温泉群、美人松园、地下森林、药王谷、风蚀浮石林等自然景观星罗棋布；长白山神庙遗址（第八批全国重点文物保护单位）、古塔、古城、清祖降生地等人文景观众若繁星。近年来，安图又以建设长白山文化风情线为载体，先后开发了长白山文化博览城、二龙山公园、明月湖、雪山湖、福满生态园、万宝红旗朝鲜族民俗村、古洞河休憩园、东北虎林园、海沟金矿工业旅游观光区等旅游景点，极大地丰富了旅游内容，每年接待国内外游客达45万余人次。